# フィーバーマッスル
フィーバーマッスルは、1995年10月にSANKYOが発売した、対戦型格闘ゲームの演出を採用しているパチンコ機のシリーズ名。
フィーバーマッスルとフィーバーマッスルSPとCRフィーバーマッスルGPとCRフィーバーマッスルSPの4機種がある。

## 概要
液晶型のデジパチ。格闘技ゲームの対戦シーンを演出に取り入れているのが特徴である。画面左右に2体のキャラクターが表示されるが、向かって左がプレーヤー側のキャラクターとなる。リーチになると、画面上でバトルがスタートし、プレーヤー側が勝利すると大当たりとなる。現金機2種とCR機2種の計4種類が発売され、それぞれ仕様が異なる。現金機のひとつのフィーバーマッスルは全ての大当たり後に時短モードに突入する仕様である。もうひとつの現金機のフィーバーマッスルSPは小当たりの確変を搭載しており、全15種類ある図柄のうち、1•3•5•7•9のいずれかの図柄で大当たりの場合、次回大当たりまで継続する小当たりの確変に突入する。確変突入図柄以外の通常図柄で大当たりの場合は大当たりが最大16ラウンド継続するが、確変図柄のいずれかが揃う大当たりの場合は最大で12ラウンドの継続となる点が最大の特徴である。CR機の一つのCRフィーバーマッスルSPは、変則連チャンシステムを導入しており、大当たり直後にデジタル画面上部にあるイルミネーションランプが点灯状態になると大当たり確率の確変に突入し次回大当たりまで継続する。時短モードも搭載しており、確変終了後か1•3•5•7•9のいずれかの図柄での大当たり終了後に100回転までの時短モードに突入する。イルミネーションランプは、確変中は中央が点灯し続けるが、時短中は点滅状態となり異なる状態であることを打ち手に知らせてくれる。もうひとつのCR機のCRフィーバーマッスルGPは確変突入率1/3の、以後2回まで継続する3回ワンセットタイプである。確変突入図柄は1•3•5•7•9であり、いずれかで大当たりの場合に確変に突入する。確変の継続は最大で9回までとなっており、継続回数が8•9回目の時に内部的に確変図柄で大当たりになった場合でも、通常図柄に変換される仕様である。
演出にも登場する主要キャラクターは、プレーヤー側である女戦士軍の「ゾネス」「ジャンヌ」「ミンミン」「お竜」の4人と、敵キャラ側であるMARS軍の「カブキ」「タイトン」「主水」「ファラオ」の4人の合計8人である。ゾネスはブラジル出身で、特技は動物との会話である。ジャンヌはフランス出身で、特技はドライブである。ミンミンは中国出身で、特技は茶摘みである。お竜は日本出身で、特技は流し目とカラオケである。カブキは日本出身で、特技はパチンコである。タイトンはアメリカ出身で、特技はTVゲームである。主水は日本出身で、特技は将棋と酒である。ファラオはエジプト出身で、特技は昼寝である。
同時期に発売されたデジパチ機種として、同社から1995年に発売されたパチパチスタジアムとフィーバーギンガがある。

## スペック
- フィーバーマッスル
  - 賞球数 7&15
  - 大当たり最高継続 16R
  - 大当たり確率 1/250
  - 時短回数　50回
  - 時短突入条件　全大当たり終了後
- フィーバーマッスルSP
  - 賞球数 7&15
  - 大当たり最高継続 16R
  - 大当たり確率 1/250
  - 確変突入率　1/3
  - 確変期間　次回大当たりまで継続
- CRフィーバーマッスルGP
  - 賞球数 5&15
  - 大当たり最高継続 16R
  - 大当たり確率
    - 設定1 1/373
    - 設定2 1/391
    - 設定3 1/407

  - 確変中大当たり確率
    - 設定1 1/47.6
    - 設定2 1/55.8
    - 設定3 1/50.8

  - 確変突入率　1/3
  - 確変期間　以後2回の大当たりまで　9回リミッター
- CRフィーバーマッスルSP
  - 賞球数 5&15
  - 大当たり最高継続 16R
  - 大当たり確率 
    - 設定1 1/353
    - 設定2 1/371
    - 設定3 1/391

  - 確変中大当たり確率
    - 設定1 1/58.8
    - 設定2 1/53.0
    - 設定3 1/55.8

  - 確変条件　確変ランプ点灯（表示上1/2）
  - 確変期間　次回大当たりまで継続
  - 時短回数　100回
  - 時短突入条件　確変終了又は1•3•5•7•9図柄で大当たり時に確変ランプ無点灯で突入

## 図柄
- 0
- 1
- 2
- 3
- 4
- 5
- 6
- 7
- 8
- 9
- 10
- 11
- 12
- 13
- 14

## 演出
本機は、画面が左右に2分割されており、そこに0〜14の数字とそれに対応した背景が描かれている。デジタルの停止順は左→右で、この時に同一図柄が揃い、1つの背景が完成するとリーチ発生となる。この時に、各4人ずついるプレーヤー側（画面左）と敵側（画面右）から一人ずつ戦士が登場し対戦を繰り広げる。画面の上にはそれぞれ体力を表すパワーゲージがあり、敵側のゲージがなくなれば大当たりとなる。対戦中にパワーゲージの間で回転している中デジタルも、ゲージがなくなると同時に出目が停止する仕組みである。プレーヤー側が勝利し、大当たりになるとテンパイ図柄と同じ図柄が中デジタルにも揃う仕組みで、対戦に敗北した場合は揃わずハズレとなる。
リーチアクションは2種類あり、対戦者同士が普通に格闘して勝敗が決定する「ノーマルリーチ」と、格闘中に一度相手に敗れても、再び起き上がって格闘が続行される「不死鳥リーチ」がある。いずれの場合でも画面左のプレーヤー側である女性キャラが勝てば大当たりとなる。ノーマルリーチより二段階リーチである不死鳥リーチの方が出現頻度は低いが、大当たり信頼度は高い。リーチ時の各キャラクターのアクションはそれぞれ大きく違うように見えるが、実のところはパンチとキックに各々の必殺技を加えた3系列であり、各キャラクターの攻撃パターンを組み合わせることで豊富なリーチアクションが成り立っている。
主要キャラクターの各攻撃パターンは以下である。

- 女戦士軍
  - ゾネス
    - ミドルパンチ
    - ミドルキック
    - ブラジリアン•サマーソルト

  - ミンミン
    - 扇子叩き
    - ミドルキック
    - 飛燕旋風牙

  - ジャンヌ
    - 中段突き
    - スライディング
    - ラビアンローズ•スラッシュ

  - お竜
    - 竜王牙
    - サマーソルト
    - 竜王斬

- MARS軍
  - カブキ
    - 火炎の術
    - ドロップキック
    - 紅蓮息吹、阿修羅弧円の舞

  - タイトン
    - 肘鉄
    - ローキック
    - フライング•アトミックボム

  - 主水
    - 上段斬り
    - 下段斬り
    - 天魔流•鬼神斬殺剣

  - ファラオ
    - ミドルパンチ
    - 16文キック
    - ナイルの怒り

—『パチンコ必勝ガイド 1996 3•15号』p97、『パチンコ攻略マガジン 1996 1•28号』p25
リーチアクションの格闘パターンで高信頼度の不死鳥リーチ突入の判別も可能である。リーチがかかり対戦モードに入り、プレーヤー側が先制攻撃を敵側に3回連続でヒットさせ、続いて敵キャラ側も同じように、3回連続で攻撃をヒットさせてきた場合は、一度負けたとしても必ず不死鳥リーチに突入する。プレーヤー側が先制するパターンと敵キャラ側が先制するパターンがあり、その際にパンチ系かキック系か必殺技のいずれかで対戦がスタートする。パターンは豊富にあるが、プレーヤー側である女戦士軍のパンチでスタートするパターンのみが、敗北後に復活する不死鳥リーチに唯一発展するパターンとなる。
大当たり中の画面では、勝利を収めたプレーヤーが宿敵MARS軍との戦いを繰り広げる。大当たり中の演出にのみ最後のボスである「マーズ」が登場する。マーズの必殺技「ドペルゲンガー•エクスキューション」は、自分の分身を繰り出す強力な技である。

## コンシューマ移植
- SANKYO FEVER実機シミュレーション Vol.1(プレイステーション用)
  - 『SANKYO FEVER実機シミュレーション Vol.1』(プレイステーション用、ティー・イー・エヌ研究所、1996年3月8日発売、SLPS-00264、JAN-4997940200019)にCRフィーバーマッスルGPが収録。

## サウンドトラック
- 『ザ・パチンコ・ミュージック・フロム・SANKYO SPECIAL ～愛のパチパチロック～』 キングレコード、1996年2月21日。KICA-1173。
  - BGMが収録されている。